# Ptychadena schillukorum
Ptychadena schillukorum är en groddjursart som först beskrevs av Werner 1908.  Ptychadena schillukorum ingår i släktet Ptychadena och familjen Ptychadenidae. IUCN kategoriserar arten globalt som livskraftig. Inga underarter finns listade i Catalogue of Life.